# Goniothalamus cauliflorus
Goniothalamus cauliflorus là loài thực vật có hoa thuộc họ Na. Loài này được K.Schum. mô tả khoa học đầu tiên năm 1889.